# Amstrad NC 200
Amstrad NC 200 (NC 200) је био преносиви рачунар фирме Амстрад (Amstrad) који је почео да се производи у Уједињеном Краљевству током 1993. године.
Користио је Z80 микропроцесорску јединицу а RAM меморија рачунара је имала капацитет од 128 KB. 
Као оперативни систем кориштен је BBC BASIC, текст едитор, дневник, калкулатор, адресар, програм за табличне прорачуне, серијски терминал, игре у ROM.

## Детаљни подаци
Детаљнији подаци о рачунару NC 200 су дати у табели испод.
|                       | |
| [ 1 ]                 | |
| Произвођач            | Амстрад                                                                                                |
| Тип                   | преносиви рачунар                                                                                      |
| Меморија              | 128 KB                                                                                                 |
| Поријекло             | Уједињено Краљевство                                                                                   |
| Година                | 1993                                                                                                   |
| Тастатура             | Пуни помак, 64 тастера                                                                                 |
| Процесор              | |
| Фреквенција процесора | непознато                                                                                              |
| RAM                   | 128 KB                                                                                                 |
| ROM                   | непознато                                                                                              |
| Текст                 | 80 знакова x 16 линија                                                                                 |
| Графика               | 480 x 128 пиксела                                                                                      |
| Боја                  | плаво-сиви приказ, монитор са текућим кристалом                                                        |
| Звук                  | мали звучник                                                                                           |
| Димензије             | 29,5 (ширина) x 21,5 (дубина) x 3,5 (висина) / 1,28                                                    |
| Портови               | |
| Оперативни систем     | , текст едитор, дневник, калкулатор, адресар, програм за табличне прорачуне, серијски терминал, игре у |